# Ottoni naturali
Gli ottoni naturali, o trombe naturali, sono una classe di strumenti musicali di semplice concezione, all'interno degli aerofoni a bocchino (od ottoni).
Si tratta di strumenti formati da un tubo metallico di ottone, argento o legno, lungo da uno a due metri, cilindrico fino a 30 cm circa dalla campana e munito di bocchino. Il tubo può essere dritto ma anche ripiegato su se stesso. L'emissione del suono si genera facendo vibrare le labbra nel bocchino e sfruttando gli armonici naturali propri dei tubi sonori.
Il termine "naturali" differenzia questa classe dagli ottoni cromatici, per indicare che non c'è modo di cambiare il tono a parte le labbra del musicista.

## Storia
La tromba naturale ha una storia antichissima: fu usata fin dal periodo precedente alla nascita di Roma dai popoli latini ed etruschi (lituus e tuba) per arrivare attraverso il medioevo e rinascimento fino al periodo barocco.
Nel XIV secolo la tromba naturale era dritta, lunga 150 cm ed era usata per accompagnare le bombarde nella musica per la danza. In queste formazioni di strumenti molto sonori, la funzione delle trombe era limitata a fornire un bordone alla melodia dei pifferi, usando le poche note a disposizione, principalmente i primi quattro armonici.